# Томас Стаффорд
Томас Стаффорд (англ. Thomas Patten Stafford; 17 вересня 1930 — 18 березня 2024) — американський астронавт НАСА, генерал-лейтенант ВПС США.

## Життєпис
Народився 17 вересня 1930 року у Везерфорді, штат Оклахома (США). Закінчив Військово-морську академію США, проходив військову службу у ВПС. В 1959 році закінчив школу льотчиків-випробувачів на Військово-повітряній базі Едвардс (штат Каліфорнія). У групі астронавтів Національного управління з аеронавтики і дослідження космічного простору з 1962 року. У 1975—1978 рр. — начальник Центру випробувальних польотів на Військово-повітряній базі Едвардс, з 1978 — керівник одного з відділів при штабі ВПС США.
15 грудня 1965 року, як другий пілот, спільно з Уоллі Ширрою здійснив політ у космос на космічному кораблі «Джеміні-6».
3—6 червня 1966 року, як командир корабля брав участь у польоті «Джеміні-9».
18—26 травня 1968 року, спільно з Джоном Янгом і Юджином Сернаном, виконав обліт Місяця на космічному кораблі «Аполлон-10» з виходом 21 травня на орбіту штучного супутника Місяця. Під час цього польоту були проведені складні маневри з відділення місячної кабіни від корабля, наближення її до поверхні Місяця і подальшого стикування з кораблем.
15—25 липня 1975 року, як командир корабля, разом з Венсом Брандом і Дональдом Слейтоном брав участь у виконанні спільної космічної програми СРСР і США «Союз — Аполлон». З радянського боку на кораблі «Союз-19» у виконанні цієї програми брали участь льотчики-космонавти СРСР Олексій Леонов (командир корабля) і Валерій Кубасов. 17 липня в 19 год 12 хв (за московським часом) в результаті стикування обох космічних кораблів була утворена перша міжнародна орбітальна станція, о  22 год 19 хв 29 с командири кораблів Леонов і Стаффорд потиснули один одному руки. 19 липня обидва кораблі брали участь у виконанні спільного експерименту «Штучне сонячне затемнення».
Член Міжнародної академії астронавтики (1978).